# 園芸科
園芸科（えんげいか）は、園芸に関する専門教育を主とする学科で、農業に関する学科のひとつ。一部の職業訓練施設の訓練科。主に、野菜・果物・草花の栽培を扱う。

## おもな学校

### 短期大学
- 大分短期大学 … 園芸科
- 福岡県立農業短期大学 … 施設園芸科, 果樹園芸科
- 恵泉女学園園芸短期大学 … 園芸科
- 宮城県農業短期大学 … 園芸科

### 高等学校
- 熊本県立北稜高等学校 … 園芸科学科
- 埼玉県立杉戸農業高等学校 … 園芸科
- 東京都立園芸高等学校 … 園芸科
- 大阪府立城山高等学校 … 園芸科
- 熊本県立河浦高等学校 … 園芸科学科(園芸コース, 生活・福祉コース)
- 徳島県立勝浦高等学校 … 園芸科
- 沖縄県立南部農林高等学校 … 施設園芸科, 園芸デザイン科
- 静岡県立下田高等学校南伊豆分校 … 全日制園芸科
- 和歌山県立紀北農芸高等学校 … 施設園芸科
- 岐阜県立恵那農業高等学校 … 園芸科学科, 園芸デザイン科
- 大分県立佐伯鶴岡高等学校 … 施設園芸科
- 岡山県立瀬戸南高等学校 … 園芸科学科
- 北海道余市紅志高等学校 … 園芸科
- 大阪府立横山高等学校 … 園芸科
- 愛媛県立丹原高等学校 … 園芸科学科
- 愛知県立佐屋高等学校 … 園芸科学科
- 三重県立四日市農芸高等学校 …  園芸科学科
- 愛知県立新城高等学校 … 園芸科
- 富山県立小矢部園芸高等学校 … 園芸科（本科定時制課程 昼間単位制と専攻科）
- 徳島県立阿波農業高等学校 …  園芸科学科
- 東京都立農業高等学校 … （全日制）都市園芸科
- 岐阜県立岐阜農林高等学校 … 園芸科学科
- 三重県立上野農業高等学校 …
- 東京都立農芸高等学校 … 園芸科学科(全日制と定時制）
- 山梨県立山梨園芸高等学校 … 園芸科
- 長野県須坂園芸高等学校 … 園芸科（5コース）
- 京都府立木津高等学校 … システム園芸科
- 兵庫県立上郡高等学校 … 園芸科
- 宮城県農業高等学校 … 園芸科
- 和歌山県立南部高等学校 … 園芸科
- 兵庫県立農業高等学校 … 園芸科
- 群馬県立富岡実業高等学校 … 園芸科学科
- 熊本県立苓明高等学校 … 園芸科学科
- 千葉県立岬高等学校 … 園芸科
- 茨城県立猿島高等学校 … 園芸科
- 東京都立八丈高等学校 … 園芸科
- 千葉県立上総高等学校 … 園芸科
- 山形県立寒河江高等学校 … 果樹園芸科校舎
- 長野県更級農業高等学校 … グリーンライフ科・施設園芸科
- 千葉県立薬園台高等学校 … 園芸科
- 長崎県立諫早農業高等学校 … バイオ園芸科
- 熊本県立鹿本農業高等学校 … 施設園芸科
- 愛知県立安城農林高等学校 … 園芸科
- 鳥取県立倉吉農業高等学校 … 園芸科（生産科学コース・フラワークリエイトコース）
- 茨城県立石岡第一高等学校 … 園芸科
- 山形県立庄内農業高等学校 … 園芸科学科
- 宮崎県立高鍋農業高等学校 … 園芸科
- 福島県立磐城農業高等学校 … 園芸科
- 山梨県立農林高等学校 … システム園芸科
- 熊本県立矢部高等学校 … 生活・園芸科
- 山口県立宇部西高等学校 … 総合学科園芸科学系列
- 長崎県立北松農業高等学校 … 園芸科学科
- 沖縄県立八重山農林高等学校 … 熱帯園芸科
- 長野県上伊那農業高等学校 … (全日制)園芸科学科
- 愛知県立稲沢高等学校 … 園芸科
- 福島県立会津農林高等学校 … 農業園芸科
- 埼玉県立羽生実業高等学校 … 園芸科
- 東京都立瑞穂農芸高等学校 … 園芸科学科
- 鳥取県立智頭農林高等学校 … 園芸科学科
- 熊本県立菊池農業高等学校 … 園芸科
- 愛知県立半田農業高等学校 … 農業園芸科
- 沖縄県立久米島高等学校 … 園芸科
- 香川県立農業経営高等学校 … 環境園芸科
- 栃木県立小山北桜高等学校 … 都市園芸科
- 香川県立石田高等学校 … 学科内専門コース園芸科学コース
- 神奈川県立中央農業高等学校 … 園芸科学科
- 岡山県立高松農業高等学校 … 園芸科学科
- 熊本県立南稜高等学校 … 園芸科学科
- 岡山県立精研高等学校 … 園芸科
- 千葉県立流山高等学校 … 園芸科
- 広島県立西条農業高等学校 … 園芸科（A科）
- 栃木県立宇都宮白楊高等学校 … 園芸科
- 東京都立農林高等学校 … 園芸科（全・定）
- 静岡県立下田南高等学校 … 南伊豆分校全日制園芸科
- 神奈川県立平塚農業高等学校 … 園芸科学科
- 茨城県立水戸農業高等学校 … (全日)園芸科
- 福島県立岩瀬農業高等学校 … 園芸科学科
- 沖縄県立中部農林高等学校 … 全日制園芸科学科
- 愛知県立渥美農業高等学校 … 農業・施設園芸科
- 埼玉県立杉戸農業高等学校 … 園芸科
- 北海道富良野緑峰高等学校 … 園芸科学科
- 北海道大野農業高等学校 … 園芸科
- 北海道壮瞥高等学校 … 全日制園芸科
- 長崎県立西彼農業高等学校 … 施設園芸科
- 長崎県立島原農業高等学校 … 園芸科学科
- 兵庫県立播磨農業高等学校 … 園芸科
- 大分県立国東農工高等学校 … 園芸科学科
- 群馬県立前橋高等養護学校 … 農業園芸科
- 北海道中標津高等養護学校 … 生活園芸科
- 茨城県立江戸崎総合高等学校 … 園芸科（園芸科学コース・食品科学コース）
- 長野県南安曇農業高等学校 … 農業科、園芸科をグリーンサイエンス科に転科
- 広島県立沼南高等学校 … 生産流通科
- 福岡県立八女農業高等学校 … システム園芸科
- 神奈川県立吉田島農林高等学校 … 園芸科学科
- 熊本県立蘇陽高等学校 … 生活・園芸科（園芸コース）
- 山口県立田布施農工高等学校 … 園芸生活科
- 長野県富士見高等学校 … 園芸科
- 富山県立中央農業高等学校 … 園芸科
- 大阪府立農芸高等学校 …
- 長野県下伊那農業高等学校 … 園芸クリエイト科
- 千葉県立鶴舞桜が丘高等学校 食とみどり科 （旧千葉県立市原園芸高等学校）
- 京都府立峰山高等学校 … 農園芸科
- 三重県立久居農林高等学校 … 園芸科学コース
- 東京都立農産高等学校 … 全日制課程園芸科
- 佐賀県立鹿島実業高等学校 … 園芸科
- 福岡県立福岡農業高等学校 … 都市園芸科
- 青森県立名久井農業高等学校 … 園芸科学科
- 埼玉県立児玉白楊高等学校 … 環境デザイン科（旧園芸科）
- 岡山県立井原高等学校 … 園芸科
- 岐阜県立飛騨高山高等学校 … 園芸科学科
- 長崎県立大村城南高等学校 … 園芸科学系列
- 熊本県立八代農業高等学校 … 園芸科学科
- 京都府立綾部高等学校 … 全日制園芸科
- 長野県北佐久農業高等学校 … 園芸科
- 福島県立福島明成高等学校 … 園芸科
- 広島県立大崎海星高等学校 … 園芸科
- 大阪府立園芸高等学校 …
- 三重県立明野高等学校 … 農園科（農業コース、園芸コース）

以下は、改編した高等学校
- 高知県立春野高等学校 - 総合学科 園芸系列
- 長野県臼田高等学校 … 園芸科、林業科を統合し、環境緑地科を設置
- 佐賀県立唐津南高等学校 …  農業科と園芸科を総合農業科に改編
- 島根県立益田産業高等学校 … 農業科・園芸科を生物生産工学科に変更
- 新潟県立加茂農林高等学校 … 農業科・園芸科・畜産科・生活科を生産技術科へ改組
- 秋田県立能代西高等学校 … 農業科・園芸科を農業科学科（1学級）に改編
- 秋田県立大曲農業高等学校 … 農業科、林業科、畜産科、園芸科を農業科学科に学科転換

## 職業訓練施設

### 認定職業訓練施設
- 豊橋高等技術専門校 … 園芸サービス系造園科
- 飯田高等職業訓練校 … 園芸科
- 唐津高等職業訓練校 … 園芸サービス科

### 刑事施設
- 山形刑務所（出羽技能訓練所） … 農業園芸科
- 福井刑務所（足羽技能訓練所） … 農業園芸科
- 奈良少年刑務所（若草技能訓練所） … 農業園芸科

## 過去に存在した学校
- 千葉高等園芸学校 … 往時唯一の官立高等園芸学校
- 京都府立農林専門学校 (旧制) … 1931年本科に園芸科を増設。1940年には園芸科 5年制で新設
- 大阪農業専門学校 (旧制) … 本科に園芸科、農芸化学科の2科を設置していた
- 岡山農業専門学校 (旧制) … 本科に農科・園芸科の 2科を設置していた
- 大阪獣医畜産専門学校 (旧制) …  1909年園芸科を新設。後に園芸科を分離、豊能郡立農商学校と合併して大阪府立園芸学校へ
- 東京農業大学 … 園芸科学コース
- 恵泉女学園園芸短期大学（恵泉女学園短期大学） … 旧制の恵泉女学園高等部に設置された園芸科と旧制の恵泉女子農芸専門学校（恵泉女学園専門学校）の園芸科（農芸科）が合流して設置された
- 神奈川県立吉田島高等学校 … 園芸科学科は2012年3月閉科 （旧神奈川県立吉田島総合高等学校）

## 日本以外の例
- 忠北大学校 … : 応用生命環境学部に園芸科学専攻
- 国立台東専科学校 … 園芸科
- 木浦大学校 … 園芸科学科
- 高麗大学校  … 植物病理学及び園芸科学